# Scytalopus simonsi
A Scytalopus simonsi a madarak osztályának verébalakúak (Passeriformes) rendjébe és a fedettcsőrűfélék (Rhinocryptidae) családjába tartozó faj.

## Rendszerezése
A fajt Charles Chubb brit ornitológus írta le 1917-ben. Tudományos faji nevét Perry O. Simons amerikai tudományos gyűjtő tiszteletére kapta.

## Előfordulása
Az Andok keleti oldalán, Bolívia és Peru területén honos. Természetes élőhelyei a szubtrópusi és trópusi hegyi esőerdők és bokrosok. Állandó, nem vonuló faj.

## Megjelenése
Testhossza 10 centiméter.

## Természetvédelmi helyzete
Az elterjedési területe nem nagy, egyedszáma viszont stabil. A Természetvédelmi Világszövetség Vörös listáján nem fenyegetett fajként szerepel.